# Relação do Piloto Anônimo
A relação do piloto anônimo é, ao lado das cartas de Pero Vaz de Caminha e de Mestre João, um dos três testemunhos diretos do descobrimento do Brasil. Depois da Carta de Caminha, relata o momento inicial da construção da imagem do nativo pelo portugueses (vide "Brasiliana da Biblioteca Nacional", Rio de Janeiro, 2001, página 26). O relato foi publicado, em italiano, na coletânea de viagens organizada por Fracanzano da Montalboddo e intitulada: "Paesi Novamente Retrovati et Novo Mondo de Alberico Vesputio Florentino Intitulato" (Vicenza, 1507, folhas 58 a 77, capítulos 63 a 83).
Diz a Brasiliana da Biblioteca Nacional", Rio de Janeiro, 2001, página 26:
"A política de sigilo, verdadeira ou falsa, do governo português referentemente ao Brasil gerou uma perda irreparável, representada no diminuto número de obras que noticiavam a existência da ilha de Vera Cruz, conforme constatou Francisco Leite de Faria (1972, Moçambique) ao lembrar que ´os impressos publicados em Portugal, no século XVI, respeitante exclusivamente ao Brasil, são poucos, raros e preciosos.´" A própria Carta de Caminha só seria publicada pelo Padre Manuel Aires de Casal em sua "Corografia brasílica", pela Imprensa Régia, no Rio de Janeiro, em 1817!
Montalboddo diz ter traduzido um original em português do qual nunca se achou o paradeiro. A primeira versão em português data de 1812, de autoria de Trigoso de Aragão Morato. Trata-se de uma retroversão, vinda a público na "Coleção de Notícias para a História e Geografia das Nações Ultramarinas". Baseia-se numa versão italiana publicada por Giovan Battista Ramusio, em 1550, com o título "Navigationi del Capitano Pedro Alvares Cabral Scrita per un Piloto Portoghese et Tradotta di Lingua Portoghese in Italiana" (In: "Primo Volume della Navigationi et Viaggi...").
Giovan Battista Ramusio é o primeiro a atribuir a um piloto a autoria da relação (cujo significado aqui é o de "relato") mas é pouco provável que o autor desempenhasse esse ofício. A própria narrativa quase desautoriza a suposição, desprovida das observações de natureza técnica comuns em diários escritos por pilotos de navio.
Alguns historiadores crêem que Giovanni Matteo Cretico, núncio em Lisboa, seria o autor, tendo compilado ou traduzido uma narrativa anônima, remetendo-a, em seguida, ao cronista de Veneza, Domenico Malipiero. Daí a edição italiana de 1507. Há restrições a essa suposição, pois o núncio não dominava a língua portuguesa, sendo-lhe impossível compilar ou traduzir um texto. Mais plausível é a hipótese de William Greenlee, que, depois de promover cuidadoso levantamento dos homens alfabetizados que retornaram com a armada cabralina, asseverou ser o autor João de Sá, escrivão da armada.
Incertezas à parte, a "Relação..." é um documento importante para os que querem conhecer a empresa marítima de Cabral. No que se refere ao descobrimento, a narrativa pouco acrescenta à Carta de Pero Vaz de Caminha (da qual o autor, aliás, morreu em Calecute). Nada mais nos dá a conhecer sobre a viagem entre Cabo Verde e a costa do Brasil, sobre as características dos nativos ou sobre os primeiros contatos com eles. Limita-se a confirmar o que, de forma mais colorida, descrevem as outras duas testemunhas do acontecimento.
O interessante do relato é continuar com a armada de Pedro Álvares Cabral e narrar suas desventuras. Trata-se do único testemunho direto sobre a segunda viagem dos portugueses à costa da Índia, viagem importante para realizar o que Vasco da Gama não conseguira em 1497 e 1498: estabelecer relações comerciais permanentes com a cidade de Calicute e firmar presença na região. Cabral, quando retornou a Lisboa, foi recebido mais como o responsável por um desastre político e comercial do que como o audaz descobridor de uma rica e promissora terra.
Assim sendo, conclui o autor de "Brasiliana da Biblioteca Nacional", página 33, evocando o Relato do Piloto Anônimo e a "Copia de una littera del Re de Portogallo" etc. mencionada no verbete sobre Pedro Álvares Cabral: ´O fato de as duas primeiras fontes impressas sobre a viagem da armada de Pedro Álvares Cabral terem sido divulgadas no estrangeiro anonimamente contribuiu para o conhecimento imperfeito desse evento histórico que abre o Atlântico Sul à expansão do capitalismo e inaugura o advento da idade moderna. Essa primeira coletânea de viagens organizada por Montalboddo logo no início do século XVI teve grande fortuna editorial no século XVI e, com reedições e traduções, chegando a 35 diferentes impressões, conforme demonstrou Francisco Leite de Faria.´
O piloto anônimo se refere também às belezas da nativa, destacando seus cabelos longos e corpos esculturais, e também a diversão que tiveram com os nativos logo que chegaram ao lugar que não sabiam destacar se era ilha ou terra firme.